# Amara lauta
Amara lauta är en skalbaggsart som beskrevs av Thomas Casey. Amara lauta ingår i släktet Amara och familjen jordlöpare. Inga underarter finns listade i Catalogue of Life.